# Pseudoperichaeta nigrolineata
Pseudoperichaeta nigrolineata är en tvåvingeart som först beskrevs av Walker 1853.  Pseudoperichaeta nigrolineata ingår i släktet Pseudoperichaeta, och familjen parasitflugor. Arten är reproducerande i Sverige.